# Pseudorhadinorhynchus samegaiensis
Pseudorhadinorhynchus samegaiensis is een soort in de taxonomische indeling van de Acanthocephala (haakwormen). De worm wordt meestal 1 tot 2 cm lang. Ze komen algemeen voor in het maag-darmstelsel van ongewervelden, vissen, amfibieën, vogels en zoogdieren.
De haakworm komt uit het geslacht Pseudorhadinorhynchus en behoort tot de familie Illiosentidae. Pseudorhadinorhynchus samegaiensis werd in 1975 beschreven door Nakajima & Egusa.